# Синьохвіст гімалайський
Синьохві́ст гімалайський (Tarsiger rufilatus) — вид горобцеподібних птахів родини мухоловкових (Muscicapidae). Мешкає в Гімалаях і горах Південно-Східної Азії. Раніше вважався конспецифічним з тайговим синьохвостом, однак був визнаний окремим видом.

## Підвиди
Виділяють два підвиди:

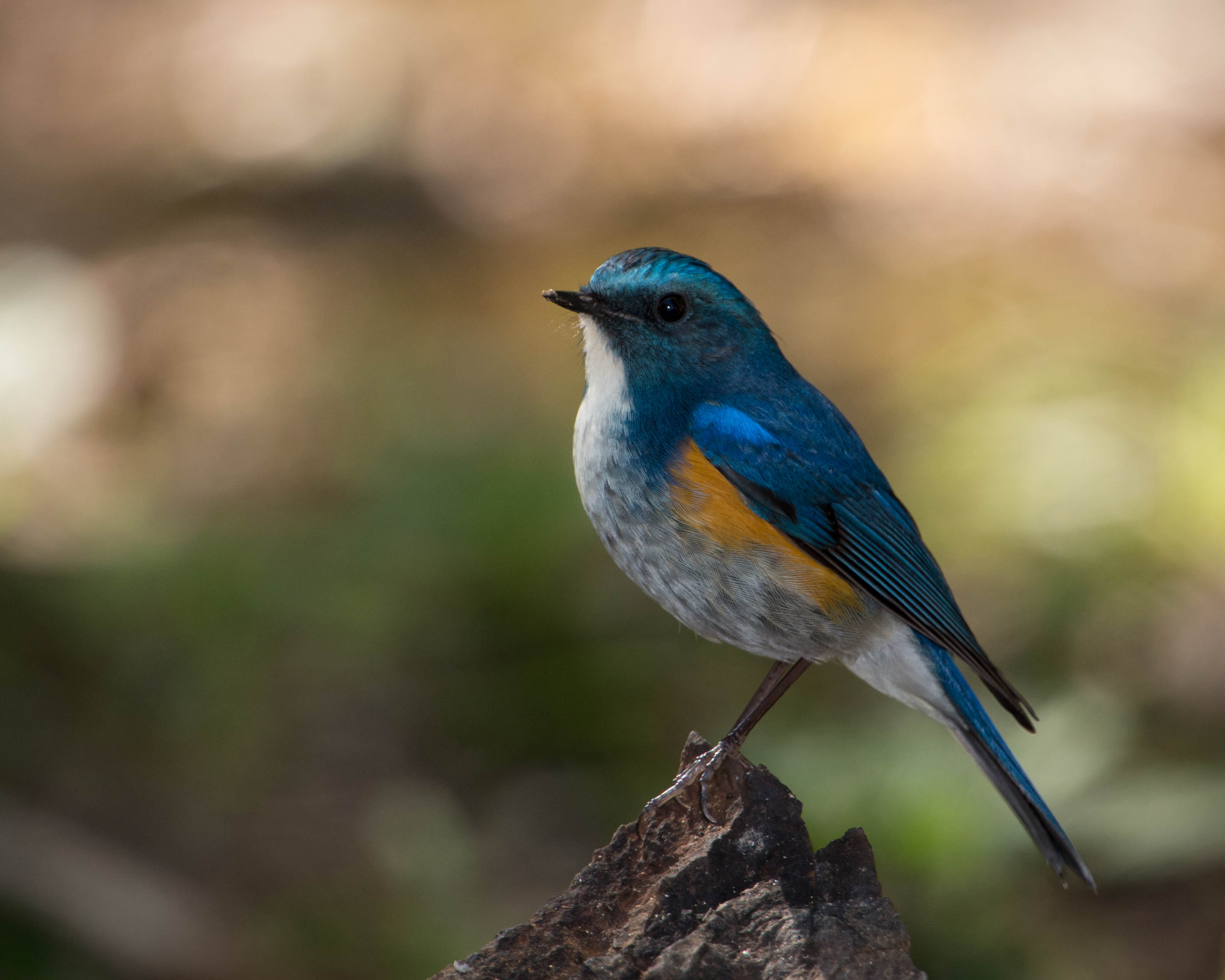
Самець гімалайського синьохвоста

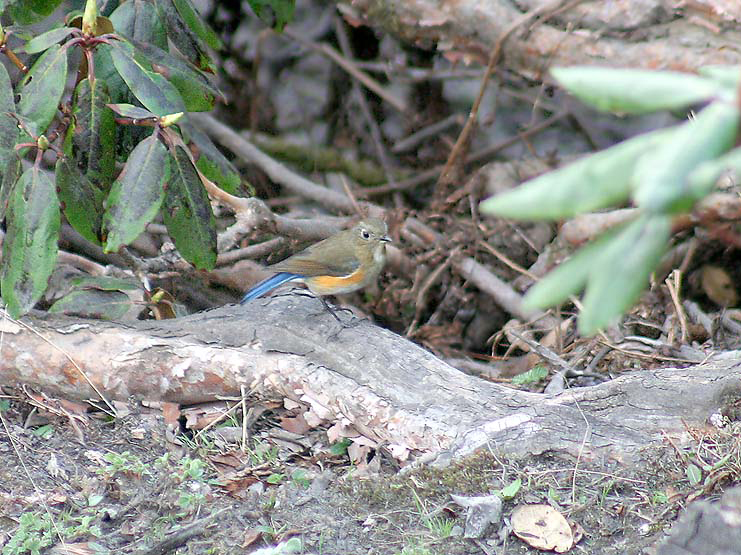
Самиця або молодий птах

- T. r. pallidior (Baker, ECS, 1924) — Гіндукуш і західні Гімалаї;
- T. r. rufilatus (Hodgson, 1845) — від центральних і східних Гімалаїв до центрального Китая і північної М'янми.

## Поширення і екологія
Гімалайські синьохвости гніздяться в горах Афганістану, Пакистану, Індії, Непалу, Бутану, М'янми і Китаю. Взимку вони мігрують на південь, досягаючи Таїланду, Лаосу і В'єтнаму. Гімалайські синьохвости гніздяться в чагарниковому підліску (рододендроновому у більш вологих районах, листяному у більш сухих районах) гірських хвойних і хвойно-дубових лісів, що складаються переважно з ялиць, іноді з гімалайських ялин або з гімалайських сосен і гімалайських кипарисів, на висоті від 3000 до 4400 м над рівнем моря, до верхньої межі лісу. Взимку вони зустрічаються в густому тінистому підліску широколистяних вічнозелених лісів, на узліссях і рідколіссях, переважно на гірських хребтах і гірських вершинах, на висоті від 1500 до 2500 м над рівнем моря. Живляться комахами.